# Devekut
 (février 2024).
 (février 2024).
Si vous disposez d'ouvrages ou d'articles de référence ou si vous connaissez des sites web de qualité traitant du thème abordé ici, merci de compléter l'article en donnant les références utiles à sa vérifiabilité et en les liant à la section « Notes et références ».
Devekut, deveikuth ou deveikus (Langue hébraïque דבקות: réalisation et action de la dévotion à Dieu) est un concept juif qui fait référence à la proximité à Dieu, ce qui pourrait faire référence à un état de méditation profonde, semblable à une concentration extatique accomplie au cours de prière juive, étude de la Torah ou lorsque le Mitzvot est fait. Cela fait partie de la tradition mystique juive.
Le concept de Devequt est important dans la culture juive, en particulier dans le hassidisme et dans l'histoire de la pensée, du mysticisme et de l'éthique juifs.

« ...et s'attacher à Lui (Dieu) Comment pouvez-vous vous attacher à Dieu quand Il est comme un feu dévorant ? Cela signifie «attachez-vous à Ses attributs: comme Il est miséricordieux, vous aussi soyez miséricordieux...» Adorer Dieu avec hitlahavut (ferveur; enthousiasme) implique un total Devekut à Dieu, béni soit-Il. Il est cependant impossible d'être continuellement dans cet état, car ce n'est que "tendre et à ne pas atteindre" comme un feu: en éteignant le feu au début, vous l'éteignez mais, plus tard, la flamme augmente et le feu lui-même descend, montant et descendant [toujours] en mouvement. Il en va de même pour hitlahavut: c'est «atteindre et ne pas atteindre», car «le plaisir continu n'est pas un plaisir». La Guémara demande ainsi: "Après tout, Il est comme un feu dévorant?" Pour hitlahavut qui cesse de vous, c'est «atteindre et non pas atteindre» Comment, alors, est-il possible de s'attacher à Lui, béni soit-Il? La réponse est: “attachez-vous à Son Middot" »

— Rabbi Israel Baal Shem Tov
Donc, la Devekut concerne "l'attachement" à Dieu dans tous les domaines de la vie.

« Rappelez-vous également que, bien que votre pensée cherche parmi beaucoup de choses, le Saint, béni soit-Il, dit: "Pourquoi êtes-vous venu à la Teivah (mot) alors que je ne suis pas là?!" »

— Rabbi Israel Baal Shem Tov
Déjà avec la révélation du hassidisme, l'importance de l'immédiateté de la foi et de la révélation était connue. Dans la théologie juive, Dieu peut être connu et intervenir à la fois dans la Nature, par exemple par le miracle, et dans l'histoire, selon la providence. Il est vrai cependant que l'être humain ne peut être conscient de la grandeur de Dieu qu'avec une perception mystique: le début de cela se produit avec le Devekut. Ainsi, comme dans la Kabbale, les modalités de l'existence divine peuvent être interprétées à travers la sagesse des Sefirot, avec le hassidisme la foi va encore plus loin, percevant presque Son omniprésence.